# コレデイイノ?!/恋の悪魔 -She's no Angel-
「コレデイイノ?!/恋の悪魔 -She's no Angel-」（コレデイイノ?!/こいのあくま シーズ・ノー・エンジェル）は、大黒摩季の30枚目のシングル。

## 概要
デビュー15周年記念シングル。大黒のマキシシングルでは初めての両A面シングルである。
二曲目の「恋の悪魔 -She's no Angel-」は、作詞・作曲の両方に大黒が関わっていない曲である。

## 収録曲
1. コレデイイノ?!
作詞・作曲：大黒摩季、編曲：武部聡志
2. 恋の悪魔 -She's no Angel-
作詞・作曲：シライシ妙トリ、編曲：河野圭
3. 僕が君でキミがボクなら
作詞・作曲：大黒摩季、編曲：西平彰
4. コレデイイノ?! (No Vocal)

## 収録アルバム
コレデイイノ?!
- POSITIVE SPIRAL（2008年1月30日）
- GOLDEN☆BEST 大黒摩季（2010年12月8日）
- Greatest Hits 1991-2016 〜All Singles +〜（2016年11月23日）

恋の悪魔 -She's no Angel-
- GOLDEN☆BEST 大黒摩季（2010年12月8日）

僕が君でキミがボクなら
- POSITIVE SPIRAL（2008年1月30日）